# Liparis altigena
Liparis altigena är en orkidéart som beskrevs av Rudolf Schlechter. Liparis altigena ingår i släktet gulyxnen, och familjen orkidéer. Inga underarter finns listade i Catalogue of Life.